# 內森·克倫普頓
內森·艾肯·克倫普頓（英語：Nathan Ikon Crumpton，1985年10月9日—）是美籍肯亞裔運動員，曾代表美屬薩摩亞參加田徑比賽，也代表美國和美屬薩摩亞參加空架雪車比賽。

## 外部連結
- 內森·克倫普頓在World Athletics（英语）
- 內森·克倫普頓在IBSF（英语）
- 內森·克倫普頓在Olympedia（英语）
- 內森·克倫普頓在Team USA (archived)（英语）